# Las Tortugas Ninja (serie de televisión de 2003)
Las Tortugas Ninja (en inglés, Teenage Mutant Ninja Turtles) es una serie de televisión animada estadounidense, basada en el equipo de superhéroes ficticios del mismo nombre. Es la segunda serie de dibujos animados de las Tortugas Ninja Mutantes Adolescentes y el primer reinicio de una adaptación animada de la franquicia. La historia se desarrolla principalmente en la ciudad de Nueva York. El primer episodio fue emitido el 8 de febrero de 2003 y finalizó con el último episodio estrenado el 23 de mayo de 2009. La serie marcó el renacimiento de la franquicia como una serie animada matutina de los sábados. Se emitió por primera vez en el bloque de programación Fox Box de Fox (actualmente 4Kids TV), antes de ser trasladada al bloque The CW4Kids de The CW para su última temporada.
Las Tortugas Ninja fue anunciada en mayo de 2002, su producción estuvo a cargo de 4Kids Entertainment y Mirage Studios, que es copropietario de los derechos de la serie y fue animada por Dong Woo Animation.
Después de comprar la franquicia Teenage Mutant Ninja Turtles en octubre de 2009, Nickelodeon ahora posee los derechos de la serie de 2003.

## Argumento
Esta serie animada es muy diferente de la serie animada de 1987. Aunque es apropiada para los niños, como la primera serie, tiene un ambiente y estilo más oscuro y apegado a los cómics originales. Muchos de los personajes y lugares, incluyendo los recurrentes Krang, Bebop, Rocksteady y el Technodrome fueron omitidos, ya que no estaban en los cómics clásicos.
La serie también tiene una historia más relevante que se desarrolla con cada episodio. En esta serie, las personalidades de las tortugas se han modificado para que coincidan más de cerca con sus homólogos de los cómics. Leonardo es más hábil y meditativo. Además, su tensa relación con Raphael se ha convertido en un elemento importante del diagrama. Raphael se ha convertido en alguien más gruñón y emocional, a veces lucha con Leonardo, pero también demuestra que se preocupa profundamente por su familia y amigos. Casey Jones fue un personaje secundario en la serie de 1987, pero en esta serie se le ha dado un papel más importante. Él muestra sentimientos románticos hacia April O'Neil quien trabaja como asistente de laboratorio y, posteriormente, la dueña de una tienda de antigüedades en lugar de una reportera. También se formó en Ninjutsu y puede sostener su posición en una pelea. El viejo eslogan usado en la serie anterior "Cowabunga", es objeto de un par de chistes.
También se revela que el maestro de las tortugas, Splinter es una rata mutada que en el pasado fue la mascota de Hamato Yoshi. En la serie de 1987, Hamato Yoshi era el nombre original de Splinter como ser humano antes de convertirse en una rata mutante. Baxter Stockman es un científico afroamericano como en el cómic, en lugar de un caucásico como en la caricatura 1987. El cocodrilo cajún Leatherhead ya no es representado como un villano, es más inteligente y pacífico en la serie de 2003, aunque casi siempre crea un alboroto cuando se enoja. Shredder es mucho más amenazante que en la serie anterior; ahora es una encarnación más malévola.
El tono también es algo más serio con mayor énfasis en la acción. El programa no cuenta con tanta comedia simple y juegos de palabras, frecuentes en su predecesora. Como resultado, estas son las tortugas más hábiles a la hora de estrategia, habilidad, e incluso poder místico, por lo que son los mejores luchadores.
La serie adapta una gran variedad de arcos narrativos de los cómics, combinando elementos tanto de fantasía como de ciencia ficción y abarcando un amplio ámbito de lugares diferentes para las aventuras de las Tortugas Ninja: las alcantarillas, el espacio exterior, dimensiones alternas, el futuro lejano, y en última instancia de regreso a su hogar subterráneo. Las primeras cinco temporadas se centran en las batallas de las tortugas contra el Clan del Pie liderado por Shredder, los Dragones Púrpura liderados por Hun y el científico loco Baxter Stockman. Mientras que las dos últimas temporadas (Fast Forward y De regreso a la Alcantarilla) se centran en las Tortugas Ninja compitiendo con el Agente John Bishop de la Fuerza de Protección de la Tierra. Al final de la tercera temporada, se revela que Shredder es un criminal de la especie Utrom llamado Ch'rell. Tras su derrota a manos de las tortugas, Ch'rell es exiliado al asteroide de hielo Mor Gal Tal.

## Temporadas
| Temporada | Temporada | Episodios | Episodios | Emisión original         | Emisión original      |
| Temporada | Temporada | Episodios | Episodios | Primera emisión          | Última emisión        |
| --------- | --------- | --------- | --------- | ------------------------ | --------------------- |
|           | 1         | 26        | 26        | 8 de febrero de 2003     | 25 de octubre de 2003 |
|           | 2         | 26        | 26        | 8 de noviembre de 2003   | 2 de octubre de 2004  |
|           | 3         | 26        | 26        | 9 de octubre de 2004     | 23 de abril de 2005   |
|           | 4         | 26        | 26        | 10 de septiembre de 2005 | 15 de abril de 2006   |
|           | 5         | 12        | 12        | 22 de abril de 2006      | 8 de julio de 2006    |
|           | 6         | 26        | 26        | 29 de julio de 2006      | 27 de octubre de 2007 |
|           | 7         | 14        | 14        | 13 de septiembre de 2008 | 7 de marzo de 2009    |

## Personajes

### Principales
- Leonardo (Leo): Es el líder del grupo, el más equilibrado, serio, tranquilo, valiente, y el mayor de sus hermanos. Ocupa su tiempo principalmente en su entrenamiento y meditación. Si bien esto lo lleva a ser el más disciplinado de las tortugas, también puede ser un defecto, ya que Leonardo ha demostrado ser un adicto al trabajo relativo en más de una ocasión. Es el único de sus hermanos tortuga que tiene un conflicto directo con la mujer ninja Karai. Lleva una cinta azul y prefiere las espadas ninjatō gemelas como sus armas principales.

- Raphael (Raph): Es el temperamental del grupo y el segundo al mando. Raphael a menudo deja que su furia saque lo mejor de él y lucha para hacer frente a algunos de los problemas más difíciles que afrontan las tortugas. Él prefiere apresurarse a la acción antes que contemplar el mejor movimiento. A lo largo del transcurso de la serie, trabaja en sus problemas de ira hasta cierto punto, pero aun así se enfurece cuando uno de sus hermanos o amigos son heridos o capturados. Lleva una cinta roja (el único de los cuatro que conserva su cinta roja) y sus armas principales son los sai gemelos.

- Donatello (Donnie o Don): Es el intelectual del grupo. Se la pasa rodeado de experimentos tecnológicos y a menudo se esfuerza por retener la tecnología de los enemigos para mejorar el equipamiento de las tortugas. Es el responsable de crear el shell-cell (un teléfono móvil que funciona como un comunicador) y el Battle Shell (el vehículo táctico mejorado de las tortugas) entre otros dispositivos. En ocasiones se olvida de ver el panorama general al obsesionarse con otra cosa (usualmente su último proyecto). Lleva una cinta morada y prefiere un bastón tradicional Bō como su arma principal.

- Michelangelo (Mikey o Mike): Es el bromista del grupo y el más joven, torpe e infantil, pero es el hermano divertido, amable y de buen corazón. Sus pasatiempos son los cómics, videojuegos, pizzas, y películas de terror y ciencia ficción, haciendo constantemente comentarios paralelos a la cultura pop. A menudo se refiere a sí mismo y a sus hermanos como superhéroes, a veces expresando su deseo de poder unirse a las filas de sus personajes favoritos de cómics. Lleva una cinta color naranja y prefiere un par de nunchakus como su arma principal.

### Aliados y amigos
- Maestro Splinter (Astilla en España): Es la rata mutante líder de toda la familia y el padre adoptivo de las tortugas. Una vez fue la mascota de un renombrado artista marcial llamado Hamato Yoshi en Japón. Al observar a Yoshi, Splinter aprendió por primera vez el arte del ninjitsu, que luego enseñó a las tortugas. A menudo actúa tanto como guía espiritual y consejero del equipo como maestro. Si bien no empuña un arma tradicional japonesa, Splinter lleva un bastón que puede usar como arma (como un bastón de Jo) con gran habilidad. A diferencia de la serie animada anterior, las tortugas a menudo se refieren a Splinter como su padre en lugar de su maestro, y él se refiere a las tortugas como sus hijos.

- April O'Neil: Es la primera aliada humana de las tortugas y también actúa como una "hermana mayor". Cuando la conocen por primera vez, April trabajaba para el Dr. Baxter Stockman como asistente técnica. April es experta en tecnología casi tanto como Donatello, lo que los convierte rápidamente en amigos una vez que se conocen. April a menudo ayuda a las tortugas con tareas de reconocimiento en varias misiones. Más tarde ofrece su apartamento a las tortugas como hogar temporal. El apartamento de April está ubicado encima de la tienda de antigüedades Second Time Around, de la que es propietaria y que dirige. El encuentro de April con las tortugas fue la primera interacción humana cordial para el equipo mutante y les ayuda a aprender sobre el mundo exterior. April finalmente tiene un romance con Casey Jones e incluso se casa con él en el final de la serie.

- Casey Jones: Es el segundo aliado humano de las Tortugas Ninja junto con April y el mejor amigo de Raphael. Opera como vigilante, al principio sólo, y luego como miembro de la tripulación extendida de las tortugas, en ocasiones entrena con ellas. Si bien al principio estaba más estrechamente aliado con Raphael, Casey rápidamente se convierte en parte de la familia y en un luchador valioso. Su atuendo usual para el combate es un pantalón deportivo y una remera musculosa ceñida al cuerpo, lo que implica un equipo de lucha que consiste en una máscara, y palos de Hockey además de usar otros objetos deportivos como armas. Él termina conociendo a April a través de las tortugas y la acepta bastante rápido. Aunque inicialmente no le agrada, April y Casey finalmente se involucran sentimentalmente e incluso se casan en el final de la serie.

### Antagonistas y villanos
- Clan del Pie: Una organización ninja secreta que busca tomar el control de la ciudad de Nueva York a través de actividades criminales.
  - Shredder / Oroku Saki / Ch'rell (Despedazador en España): Es el principal antagonista de la serie y el archienemigo de las tortugas. Un rico hombre de negocios y filántropo, es secretamente el líder del Clan del Pie. El imperio de Shredder estaba funcionando en su apogeo hasta la llegada de las tortugas; poco después de su interferencia, las tortugas se convierten en el foco principal de Shredder quien centra sus esfuerzos en deshacerse de ellas. Durante el transcurso de la serie, Shredder se presenta por primera vez como el asesino del ex maestro de Splinter, Hamato Yoshi, y luego como un extraterrestre que se hace pasar por humano. En verdad, es un criminal de guerra de la raza Utrom llamado Ch'rell que fue responsable de causar numerosas muertes en toda la galaxia. Se enfrentó a las tortugas en múltiples ocasiones, a menudo aparentando ser destruido solo para regresar con trajes de batalla constantemente mejorados. En la batalla final, Ch'rell usó la tecnología Triceraton recuperada para construir una nave espacial y vengarse de los Utrom, pero las tortugas se escondieron dentro. Cuando la nave espacial explotó, una nave Utrom teletransportó a todos fuera de la nave en ruinas. Ch'rell terminó siendo juzgado ante el Alto Consejo de Utrom por sus diversos crímenes y el Alto Consejo exilió eternamente a Ch'rell al asteroide de hielo Mor Gal Tai. Eventualmente regresaría para el telefilme Turtles Forever con el objetivo de acabar con las tortugas y la realidad.
  - Karai: Es la hija adoptiva del Utrom Shredder y maestra de la katana de doble empuñadura como su rival Leonardo. Haciendo su debut durante la temporada dos, se dio a conocer a las tortugas durante una guerra de pandillas entre el Pie, los Dragones Púrpura y la mafia, en la que intervino para poner fin al conflicto. Tras el regreso de Shredder, ella se convirtió en su nueva segunda al mando, aunque sus acciones cada vez más deshonrosas entraron en conflicto con su creencia en el bushido. A pesar de esto, después de que Ch'rell / Shredder fuera exiliado a Mor Gal Tai por los otros Utroms, Karai se convirtió en el próximo Shredder para "vengar su honor". Por lo tanto, se convirtió en la némesis más vehemente de las tortugas hasta el renacimiento del tengu Shredder, quien más tarde la atacó por atreverse a asumir su manto; Karai se vio obligada a formar equipo con las Tortugas Ninja para derrotarlo. El clan parece haberse disuelto después de esta ocasión, con Karai retirándose y apareciendo en la boda de Casey y April. Sin embargo, cuando el Shredder de la serie de 1987 trajo a su "padre" de regreso a la Tierra, Karai se dio cuenta y volvió a armar el Pie para servirlo. Esto más tarde la llevó a volverse abiertamente contra él cuando su determinación de destruir a las tortugas lo llevó a intentar la destrucción de toda la realidad.
  - Hun: Es el músculo de Shredder y su segundo al mando original (antes de ser reemplazado por Karai), un humano enorme con una fuerza increíble y líder de los Dragones Púrpura. Constantemente busca la aprobación de su maestro y lleva al clan a la batalla contra las tortugas. Se revela que fue responsable de la muerte del padre de Casey Jones años antes y, como tal, es un enemigo particular de Casey. Más adelante en la serie, cuando parece que Shredder se ha ido para siempre, Hun vuelve a liderar a los Dragones Púrpura como una entidad criminal separada, solo para volver al lado de Shredder cuando este regresa. Hun odia lo que él llama "monstruos", que son básicamente cualquier ser que no sea humano, y se sorprendió cuando descubre la verdadera identidad de su maestro. Tras esta experiencia, Hun deja el Pie para siempre y organiza los Dragones Púrpura para convertirlos de una pandilla callejera a una organización criminal. En Turtles Forever, muta en una monstruosa criatura parecida a una tortuga al entrar en contacto con el mutágeno y se reincorpora a Shredder. El mutágeno restante en posesión de Hun fue diseñado con ingeniería inversa por Shredder, quien lo usó para transformar un número selecto de Cyber Foot en mutantes. Fue borrado de la realidad por los intentos de Shredder de aniquilar a las tortugas. Se desconoce si fue restaurado a la existencia o a su antigua forma humana.
  - Baxter Stockman: El primer archi-villano con el que se encuentran las tortugas, es un genio técnico y un científico loco responsable de crear los Mousers: una serie de robots parecidos a dinosaurios del tamaño de una gallina que pueden devorar prácticamente cualquier cosa. Retratado como un sujeto extremadamente arrogante, Stockman a menudo hace todo lo posible para ganarse el favor de Shredder pero con frecuencia falla, lo que generalmente lo lleva a ser torturado y finalmente desmembrado hasta que solo quedan su cerebro y su ojo. Poco antes de que el Utrom Shredder fuera exiliado al asteroide de hielo Mor Gal Tai por los Utroms, Stockman desertó al lado del Agente Bishop. Se volvió cada vez más abatido a medida que pasaba el tiempo, anhelando que su sufrimiento terminara mientras se adaptaba constantemente a nuevos cuerpos cibernéticos.
  - Foot Ninjas: Son los soldados rasos del Clan del Pie, que visten uniformes idénticos negros y crecieron adornados con el emblema del Foot. Manejan varias armas, pero generalmente se los representa como ninjas inferiores en comparación con las Tortugas Ninja.

- Dragones Púrpura: Una pandilla callejera urbana dirigida por Hun e inicialmente aliada con el Clan del Pie. Tras el exilio de Ch'rell al asteroide de hielo Mor Gal Tal, los Dragones Púrpura fueron reorganizados por Hun en una organización criminal.

- Agente John Bishop: Es un agente secreto de la Earth Protection Force del gobierno (una organización secreta formada por el presidente Ulysses S. Grant que tiene la tarea de proteger el planeta de invasiones alienígenas y cualquier otro tipo de amenaza extraterrestre). Entra en contacto por primera vez con las tortugas durante la invasión Triceraton, un poco más tarde en la serie. Aunque al principio parece ser un aliado, de hecho desea acercarse a las tortugas para estudiar su ADN mutante. Bishop continúa cazando a las tortugas mucho después de que termine la amenaza Triceraton, y finalmente se convierte en uno de sus principales villanos durante la mayor parte de la cuarta temporada. Bishop se alía con el Dr. Baxter Stockman y usa su conocimiento técnico de la misma manera que Shredder lo hizo anteriormente, aunque su asociación funciona mejor ya que Bishop no le da a Baxter "castigos por fallar" como lo hizo Shredder. Cuenta con una gran longevidad debido a un incidente extraterrestre, llegando a sobrevivir hasta la temporada "Fast Forward", donde Bishop se convierte en el presidente de la Alianza Pan Galáctica y aliado de las tortugas desde que uno de los alienígenas que tenía cautivo lo rescató de uno de los experimentos de Baxter Stockman que salió terriblemente mal. Con la excepción de Shredder, Bishop es el único villano que es más ágil y rápido que las tortugas.

- Drako: Es un guerrero dragón que anteriormente luchó contra Splinter en el torneo Battle Nexus. Se enfadó después de perder y se desquitó con Splinter hasta que el Ultimate Daimyo lo alejó. Forma una alianza con Ultimate Ninja para matar al Daimyo. Ambos fallan y son enviados a la deriva por el espacio durante miles de años, lo que hace que sus cuerpos se fusionen en uno. Ambos roban el Bastón de Guerra y el Cetro del Tiempo en un intento de vengarse de las tortugas hasta que tanto el Bastón de Guerra como el cetro se vuelven contra Drako y Ultimate Ninja y los convierten en cenizas.

- Sh'Okanabo: Es uno de los principales antagonistas de Fast Forward. Es un extraterrestre que cambia de forma y planeó el "Día del Despertar" en la Tierra. Él es parte de una raza conocida como Kanabo, que viaja de un mundo a otro infectando a otras razas y convirtiéndolas en Drones Kanabo, secuaces sin sentido que se unen a ellos para devastar sus mundos. Mientras intentaba hacerlo en la Tierra, se topó con un obstáculo sorprendente: la luz del Sol de la Tierra resultó ser tóxica para los Kanabo. En sus esfuerzos por superar esto, Sh'Okanabo hizo un trato con Darius Dun, creando las Tortugas Oscuras a cambio de los esquemas de la Ventana del Tiempo. Más tarde creó un portal del tiempo propio que produjo grietas en el tiempo y el espacio, incluso llevando al Utrom Shredder al año 2105 antes de que se detuviera. Finalmente es derrotado por las tortugas después de que su "Día del Despertar" falle y muere al exponerse al Sol.
  - Viral: Es un sistema computarizado femenino que ejerce como la asistente de Sh'Okanabo. Puede entrar en los sistemas informáticos e infectarlos de forma similar a un virus informático. Tras la derrota de Sh'Okanabo, Viral poseyó a Serling y siguió a las tortugas hasta el presente.[5] Se encontró con los datos de personalidad del Ultrom Shredder y su intento de encriptarlos hizo que ella y los datos se fusionaran en Cyber Shredder.[5]

## Reparto
| Personaje    | Elenco de voz (EE.UU) | Elenco de doblaje (Hispanoamérica)                                | Elenco de doblaje (España) |
| ------------ | --------------------- | ----------------------------------------------------------------- | -------------------------- |
| Leonardo     | Mike Sinterklaas      | Enrique Mederos (temporada 1) y Luis Daniel Ramírez (temporada 2) | Alberto Escobal García     |
| Raphael      | Frank Frankson        | Ricardo Mendoza                                                   | Victor Prieto              |
| Donatello    | Sam Riegel            | Eduardo Garza                                                     | Narciso de Gabriel         |
| Michelangelo | Wayne Grayson         | Gabriel Ortiz                                                     | Pedro Sánchez              |
| April O'neal | Veronica Taylor       | Cynthia Alfonzo                                                   | Estívaliz Lizárraga        |
| Splinter     | Darren Dunstan        | César Soto                                                        | Miguel Ortiz               |

## Continuaciones
Durante el transcurso de la serie, el formato fue cambiado varias veces. La trama original de las primeras cuatro temporadas principalmente mantuvo a las tortugas en su ciudad natal de Nueva York, en su mayoría enfrentados a Shredder y su Clan del Pie, los Dragones Púrpura y Baxter Stockman, y después también a la Federación / Triceratons, y Bishop. Tras la cuarta temporada, el programa recibió su primer cambio de formato importante con la temporada "Ninja Tribunal".
- Ninja Tribunal

La quinta temporada se centró en una nueva amenaza presentada como otra versión de Shredder que se dice, es el villano legendario original Oroku Saki del Japón feudal. Luego, el Tribunal Ninja (un grupo de guerreros que buscan combatir a este antiguo, "Tengu" Shredder) interrogó a las tortugas y les pidió que entrenaran junto a varios guerreros humanos para que fueran lo suficientemente fuertes como para luchar contra Shredder. Esto hizo que las tortugas ganaran nuevas armas y habilidades, aprendiendo a canalizar su chi y concentrarlo en poderosos proyectiles, y encontrando su espíritu animal interior. Esta fue la última temporada en que se usaron los diseños de personajes originales, la animación, el formato y la conclusión de la historia principal de la serie.
- Tortugas Ninja: Fast Forward[8] (en inglés, Teenage Mutant Ninja Turtles: Fast Forward)

Fue la sexta temporada de la serie de 2003, a pesar de ser la quinta temporada en emitirse al aire, de modo tal que la temporada cinco fue sustituida por la temporada seis. Esta secuela que actúa como una temporada adicional contó con una nueva dirección, así como una apariencia completamente rediseñada y renovada ya que todos los personajes estelares sufrieron cambios estéticos. La temporada se centró en una historia donde las tortugas se teletransportaron cerca de 100 años en el futuro hasta el año 2105; allí conocen a Cody Jones (él fue quien trajo accidentalmente a las tortugas y a Splinter a su época), el bisnieto de April O'Neil y Casey Jones y se hacen amigos. Cody dirige una empresa de tecnología exitosa e influyente y es su único heredero. La nueva serie tuvo un tono más brillante que su predecesora, y se centró en historias más cortas. A pesar del tiempo transcurrido, algunos personajes de las temporadas de la anterior serie regresaron, incluyendo al Agente Bishop y Baxter Stockman, mientras que otros como la ninja Karai no aparecen en ese futuro.
En lugar de Shredder, el villano del futuro es Sho'Kanabo, una especie de parásito extraterrestre que intentaba constantemente infectar la Tierra. Finalmente es quemado por la luz del Sol. Otro gran cambio fue que, a pesar de que Bishop continuaba engañando a la muerte, ahora es jefe de una organización benévola que aseguraba la paz en toda la galaxia.
- Las Tortugas Ninja: de regreso a la Alcantarilla (en inglés, Teenage Mutant Ninja Turtles: Back to the Sewer)[9]

La séptima temporada fue la última de la serie. Presentó otro rediseño para todo el elenco similar a los diseños de la película TMNT de 2007 y trajo a las tortugas de regreso a la actualidad en la ciudad de Nueva York. Esta temporada contó con algunos personajes que regresan de la serie Tortugas Ninja: Fast Forward. El principal villano de las tortugas mientras luchan en una realidad cibernética es una versión cibernética de Shredder. La última temporada fue seguida por la película para televisión Turtles Forever.
- Turtles Forever

Turtles Forever (“Tortugas por siempre” por su traducción del inglés) es una película televisiva de 2009 que concluye la trama de las tortugas después del final de la séptima temporada. La película presenta los diseños de personajes de la séptima temporada (Las Tortugas Ninja: de regreso a la Alcantarilla) con algunos cambios menores (es decir, sus ojos son completamente blancos, igual que en las primeras temporadas). La historia gira alrededor de las tortugas encontrándose con sus versiones de dibujos animados de la serie de 1987 quienes accidentalmente han sido teletransportadas a la realidad de las Tortugas Ninja de 2003. Ambos grupos de tortugas se enfrentan a los villanos de ambas series en un intento por evitar que el Utrom Shredder destruya todo el espacio-tiempo. Esto eventualmente los lleva a la realidad "Turtle Prime", en donde se encuentran con la versión de las tortugas más clásicas creada por Mirage Comic.

## Producción
En mayo de 2002 se anunció que 4Kids Entertainment produciría una nueva serie animada de televisión Teenage Mutant Ninja Turtles para el bloque de programación FoxBox que se emitirá los sábados por la mañana. La serie fue renovada para una segunda temporada en el verano de 2003. La tercera temporada se renovó en mayo de 2004. La cuarta temporada se renovó en abril de 2005. El "Ninja Tribunal" originalmente fue la quinta y última temporada de la serie animada de 2003 Las Tortugas Ninja pero se cambió el calendario para intentar aumentar el interés en la serie y "Tortugas Ninja: Fast Forward" suplantó la quinta temporada, los episodios de "Ninja Tribunal" fueron programados para ser lanzados en DVD a principios de 2007, pero 4Kids Entertainment más tarde los eliminó de su calendario de lanzamiento, la temporada se promocionó en comerciales como Teenage Mutant Ninja Turtles: The Lost Episodes ("Tortugas Ninja Mutantes Adolescentes: los episodios perdidos" por su traducción del inglés).

## Transmisión

### Televisión
Las Tortugas Ninja se estrenó en los EE. UU. por Fox que emitió las seis temporadas iniciales desde el 8 de febrero de 2003 hasta el 27 de octubre de 2007. Las reposiciones de esas temporadas se emitieron luego en The CW con los estrenos de la séptima temporada final, y la película Turtles Forever desde el 13 de septiembre de 2008 hasta el 28 de febrero de 2009.
El 24 de noviembre de 2003, 4Kids anunció que habían licenciado los primeros 40 episodios de Las Tortugas Ninja a Cartoon Network. El CEO de 4Kids, Al Kahn, dijo que estaba «complacido de poder transmitir la serie con Cartoon Network. Ahora que estamos sumando la audiencia de Cartoon Network, estamos seguros de que muchos más niños en todo el país se convertirán en parte de la creciente moda y se volverán de tamaño tortuga». La serie animada se emitió en Cartoon Network hasta el 24 de marzo de 2007.
Turtles Forever también se reemitió en Nickelodeon el 24 de agosto de 2010. La serie finalmente se transmitió en el canal Nicktoons desde 2014 a 2015.
Jetix Europe se encargó de los derechos de televisión de pago de la serie.
La serie de dibujos animados se emitió en la República de Irlanda por medio de RTE Two (excluyendo la temporada 5 y Turtles Forever) desde el 17 de septiembre de 2003 a 2009.
En Hispanoamérica la serie de animación fue adquirida por Fox Kids el 11 de septiembre de 2003, durante el tiempo en que 4Kids Entertainment había anunciado el lanzamiento de 26 episodios nuevos, completando hasta ese momento 2 temporadas de 52 episodios totales, los cuales fueron estrenados en la región el 11 de octubre de 2003 a través de la señal con un episodio de adelanto el 3 de octubre.
Para promocionar Las Tortugas Ninja la señal infantil realizó el concurso Súper pizza ninja en el que los niños podían participar entrando a la página web de Fox Kids y seleccionando el banner correspondiente. Los concursantes debían responder cinco preguntas sobre la serie y comentar cuáles son sus ingredientes preferidos para una pizza. El premio era una "pizza party" para el ganador y 20 amigos.
No obstante la emisión de la serie animada para Hispanoamérica fue muy irregular ya que nunca se trasmitieron las otras 3 temporadas producidas posteriormente debido al relanzamiento que sufrió el canal regional de The Walt Disney Company. Su sucesor Jetix, solo estrenó las 2 últimas temporadas de la serie; Fast Forward y De regreso a la Alcantarilla el 5 de noviembre de 2007 y 16 de marzo de 2009 respectivamente.

### Plataformas de transmisión en línea
La serie está actualmente disponible para transmisión en Estados Unidos a través de Paramount+, y Pluto TV como parte de su canal "Totally Turtles" el cual también incluye la serie de 2012. En Hispanoamérica sin embargo la serie de 2003 no ha sido reemitida por ninguna plataforma de streaming desde que finalizó su emisión por televisión. Aunque la versión latinoamericana de Pluto TV siguió el estilo de programación de su contraparte en inglés agregando un canal de Las Tortugas Ninja, actualmente solo está disponible la serie de 2012, la cual también se incluyó en la sección On Demand de la plataforma.

## Recepción

### Crítica
Las Tortugas Ninja recibió elogios generalizados y tuvo éxito comercial durante sus primeras cinco temporadas, recibiendo grandes elogios de la crítica por la fidelidad al material original, la historia, el desarrollo de personajes, la acción, el tono más oscuro, el humor, el tema principal, la música de fondo, las actuaciones de voz, la animación y el atractivo para todas las edades. También obtuvo altos índices de audiencia para una serie matutina de los sábados de 4Kids, y poco después del estreno, se convirtió en el programa de televisión infantil más popular y de mayor audiencia en los EE. UU. Los fanáticos han elogiado la serie como la mejor adaptación de las Tortugas Ninja Mutantes Adolescentes hasta la fecha. Unleash the Fanboy elogió la serie por su conexión con los cómics en la historia y el tono, y ayudó que el cocreador Peter Laird estuviera estrechamente involucrado con la serie, asegurándose de que las cosas se mantuvieran en el camino correcto.   
4Kids era conocida por su controvertida historia de censura del anime, pero la serie fue aclamada por tratar de seguir el tono oscuro y descarnado de los cómics originales de Mirage. Sin embargo, debido a que 4Kids tuvo que mantener sus calificaciones por debajo de PG, las dos últimas temporadas de la serie, Fast Forward y De regreso a la Alcantarilla, tuvieron una recepción negativa tanto de fanáticos como de críticos.   

### Legado
Varios de los personajes presentados en la serie aparecerían más tarde en publicaciones posteriores de la franquicia TMNT. Hun se introdujo en Mirage Comics con la edición Tales of the Teenage Mutant Ninja Turtles Volumen 2 No. 56 en marzo de 2009, también aparece como una figura recurrente en la serie de cómics de IDW y en la serie animada de 2012. El Agente Bishop, Angel, Ch'rell, Darius Dun y Street Phantoms también aparecerían en los cómics de IDW y Triceraton Mozar como antagonista durante la temporada cuatro de la serie de 2012.

## Video para el hogar
La serie fue lanzada inicialmente en DVD por FUNimation Entertainment y 4Kids Home Video en varias ediciones recopilatorias. También hubo lanzamientos en VHS anteriores a 2005.
El 25 de julio de 2023, Paramount Home Entertainment lanzó la serie completa de 2003 en una sola caja. Además, las versiones digitales de las siete temporadas están disponibles actualmente desde el 29 de mayo, individualmente o en un conjunto completo.